# Myōken
Myōken (en sanskrit : Sudṛṣṭi / Sudarśana, en japonais : 妙 見 菩薩 Myōken Bosatsu), également connu sous le nom de Sonshō-Ō (尊 星 王 'Vénérable  roi des étoiles', également Sonsei-Ō ou Sonjō-Ō), est une divinité bouddhiste vénérée comme la déification de l'étoile polaire. Le culte de Myōken est principalement associé aux écoles de bouddhisme japonais Nichiren, Shingon et Tendai. 

## Origines

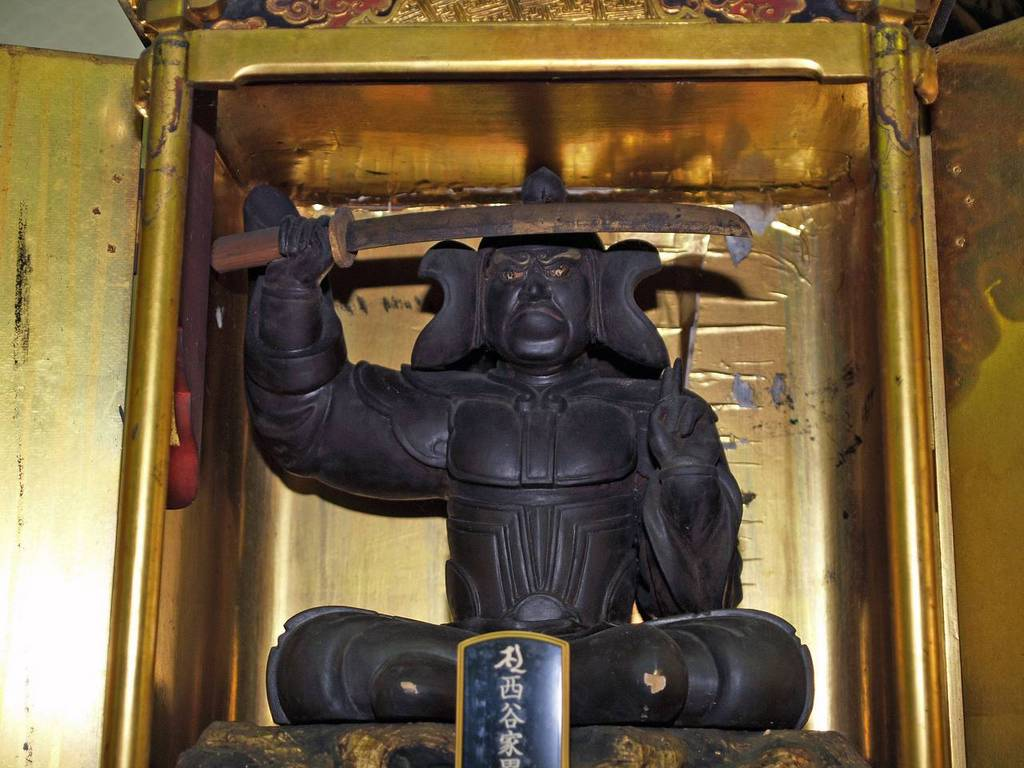
Myōken.

On pense que Sudṛṣṭi (Myōken) est originaire des croyances populaires chinoises concernant l'étoile polaire du nord et / ou la Grande Ourse syncrétisée avec le bouddhisme, bien qu'une origine indienne ait également été proposée. Bien qu'il soit appelé un « bodhisattva » (bosatsu), Myōken est plus précisément décrit comme un deva. 

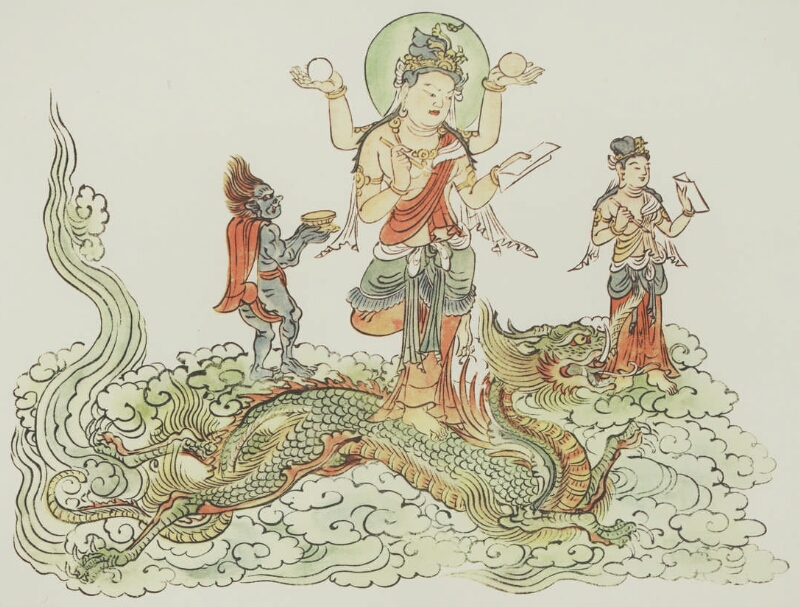
Représentation de Myōken à quatre bras.

## Iconographie
Les représentations de Myōken ont beaucoup varié au fil du temps. Mis à part les représentations conformes à l'iconographie standard du bodhisattva, Myōken est également décrit comme un jeune ou comme une figure blindée au visage sévère tenant une épée au-dessus de sa tête. On peut le montrer debout ou assis au sommet d'un nuage, d'un dragon ou d'une tortue (symbole du nord dans la cosmologie chinoise). On pense que les représentations artistiques de Myōken, en particulier celles le montrant avec une épée, sont influencées par les représentations de la divinité taoïste Xuanwu, qui est également vénérée comme le dieu du nord,. 

## Voir également
- Xuanwu (dieu)
- Tortue noire
- Grande Ourse
- Petite Ourse
- Bouddhisme au Japon
- Mont Myōken